# مستقیم از کامپتن (ترانه)
مستقیم از کامپتن (به انگلیسی: Straight Outta Compton) اولین تک‌آهنگ از آلبومی به همین اسم است، که توسط گروه هیپ-هاپ آمریکایی، ان.دابلیو.ای؛ در 10 ژوئیه ۱۹۸۸ منتشر شد. همچنین نسخه میکس شده این آهنگ در آلبوم، «ان. دابلیو. ای:بهترین‌ها» و آلبوم، «بهترین‌های ان. دابلیو. ای:قدرت دانش خیابانی» نیز قرار گرفت.
با رای مردم، در رتبه نوزدم، لیست «۱۰۰ آهنگ برتر رپ» در سایت «ابوت.کام» و همچنین در رتبه شش ام، لیست «۱۰۰ آهنگ برتر هیپ-هاپ» در شبکه، وی اچ وان قرار گرفت.